# Kenttäjärvi (Gällivare socken, Lappland, 744074-173442)
Kenttäjärvi är en sjö i Gällivare kommun i Lappland och ingår i Kalixälvens huvudavrinningsområde.